# Goupillières
Goupillières foi uma antiga comuna francesa na região administrativa da Normandia, no departamento de Eure. Estendia-se por uma área de 10,08 km². Em 2010 a comuna tinha 1 272 habitantes (densidade: 126,2 hab./km²).
Em 1 de janeiro de 2018, passou a formar parte da nova comuna de Goupil-Othon.